# Muerte súbita cardíaca
La muerte súbita cardíaca es una forma de muerte natural debida a causas cardíacas, muchas veces a causa de una enfermedad de las arterias coronarias inesperada en el tiempo y en su forma de presentación, que viene precedida por la pérdida brusca de conciencia dentro de, como máximo, la hora que sigue al inicio de los síntomas, en un individuo con una cardiopatía de base conocida o desconocida. Se han propuesto otros límites de tiempo de 2, 6 y 24 horas para circunstancias específicas como la muerte sin testigos. Hay que tener en cuenta que la muerte súbita cardíaca puede recuperarse mediante
las maniobras de reanimación cardiopulmonar adecuada y, por tanto, puede ser recidivante.

## Introducción
En España la muerte súbita cardíaca (MSC) constituye un importante problema de salud pública. Se calcula que el 12,5 % de las defunciones que se producen de manera natural son súbitas y el 88 % de origen cardíaco. La forma más frecuente de fallecimiento en pacientes con cardiopatía isquémica es la muerte súbita.
El actual estilo de vida, el estrés, la obesidad y el tabaco se han relacionado con la muerte súbita.
La MSC afecta incluso a atletas de alto rendimiento. Por lo tanto, para poder salvar vidas resulta clave una prevención integral que incluya la modificación del estilo de vida, un chequeo previo a la práctica de deporte y un entrenamiento de la población en general en técnicas de reanimación.
La lucha contra la MSC se basa en la identificación de pacientes de alto riesgo; asimismo, dado que la mayoría de las MSC están relacionadas con la cardiopatía isquémica, una de las iniciativas clave debe ser la prevención de esta enfermedad.

## Etiología
La falta de riego sanguíneo a las células cerebrales causa en éstas una pérdida de sus funciones, lo que conlleva la aparición de una pérdida de la conciencia. La persistencia de la falta de riego lleva a la destrucción irreversible y al fallecimiento del individuo. Cualquier situación en la que tenga lugar una falta de riego cerebral durante unos minutos derivará en muerte súbita. La principal causa de la MSC es la parada cardíaca, dado que la falta de latido cardíaco implica la ausencia de flujo sanguíneo cerebral, así como una posterior pérdida de la conciencia y la muerte del individuo.
Más del 50 % de las muertes súbitas se debe a una de las manifestaciones más dramáticas de la cardiopatía isquémica, la fibrilación ventricular. Además, más del 80 % de los casos de muerte súbita en adultos tiene un origen cardíaco.
Un estudio efectuado por un consorcio internacional de investigadores de diferentes centros —entre los que se encuentran la Universidad Case Western Reserve, en Cleveland, y el Colegio Baylor de Medicina (CBM)— y publicado en la revista científica Nature, demuestra que una anomalía en el nivel de la proteína KLF15, que controla a su vez el nivel de KChIP2, afecta a la repolarización de los miocitos cardíacos al alterar la corriente de potasio que los regula. Esta variabilidad en el nivel de KChIP2 es determinada por la hora del día. Si el nivel de repolarización de los miocitos es anormal pueden producirse arritmias cardíacas, que podrían conducir a una muerte cardíaca súbita.

## Epidemiología
Se estima que aproximadamente el 12,5 % de las defunciones que se producen de manera natural son muertes súbitas. En los enfermos con cardiopatía isquémica, la MSC es la forma más frecuente de fallecimiento, ya que cerca del 50 % de estos pacientes muere por esta causa en algún momento de la evolución natural de su enfermedad. En España se producen entre 10 000 y 15 000 MSC anuales en pacientes de 24-74 años.
La MSC representó en España, concretamente en Gerona, el 6,2 % del total de muertes en 1988. Estos datos son inferiores a los observados en Dinamarca, donde la MSC representó el 22 % del total de fallecimientos en 1984. El número de casos nuevos de MSC anuales (tasa de incidencia) en Gerona fue de 43 por 100 000 en varones y de 6,3 por 100 000 en mujeres. Sólo el 29 % de los pacientes llegó a recibir atención hospitalaria.
La incidencia de MSC en España es una de las más bajas de los países industrializados, lo cual, unido a la baja incidencia de infarto en nuestro entorno, pone de manifiesto una situación favorable respecto a países del norte de Europa y a los Estados Unidos.

## Factores de riesgo
- Edad

Existen dos períodos a lo largo de la vida en los que el riesgo de presentar una muerte súbita está especialmente elevado: entre el nacimiento y los seis meses de edad (muerte súbita del lactante), y entre los 45 y los 74 años.
En los adultos la incidencia de MSC aumenta con la edad, aunque el porcentaje de pacientes con CI (cardiopatía isquémica) que presentan una muerte súbita disminuye al aumentar la edad. En el estudio de Framingham el 62 % de todas las muertes por CI fueron súbitas en los varones de 45 a 54 años. Este porcentaje pasó a ser del 58 y del 42 % en los varones de 55 a 64 años y 65 a 74 años, respectivamente.
- Sexo

La MSC al igual que el resto de formas de presentación de la CI, es más frecuente en varones que en mujeres, sobre todo en el grupo de población más joven, con una relación de 7 a 1 en la población de 55-64 años, y de 2 a 1 en la población de 65-74 años. Se calcula que el 75-90 % de los casos de muerte súbita se presentan en varones.
- Factores de riesgo cardiovascular clásicos

El 88 % de las muertes súbitas están relacionadas con la CI, por lo que es lógico pensar que los factores de riesgo asociados con la aparición y desarrollo de la CI estén también asociados con un mayor riesgo de presentar una muerte súbita. En el estudio de Framingham se combinó la presencia de varios factores de riesgo (edad, consumo de tabaco, presión arterial sistólica, frecuencia cardíaca, anomalías en el electrocardiograma, capacidad vital, peso relativo y colesterol) para construir un modelo multivariante predictivo de muerte súbita. Se definieron deciles de riesgo y se observó que el 5 3% de las muertes súbitas en varones y el 42 % en mujeres se presentaron en el decil de mayor riesgo.
El consumo de tabaco está directa y estrechamente relacionado con el riesgo de muerte súbita; se ha estimado que los fumadores tienen 2,5 veces más riesgo de MSC que los no fumadores. El cese del consumo de tabaco reduce rápidamente este riesgo; en supervivientes de una MSC seguidos durante 3 años se observó que el 27 % de los que continuaban fumando presentaban un nuevo episodio de MSC, mientras que entre los que dejaban de fumar este porcentaje se reducía al 19 %. Esta asociación entre tabaco y MSC probablemente está relacionada con un aumento de la adhesividad y la agregabilidad plaquetarias que facilitan la trombosis coronaria aguda. Otro factor relacionado con la MSC es la obesidad, y se ha documentado una relación directa entre el peso y el riesgo de MSC.
Diversos factores psicosociales pueden influir en el riesgo de MSC. Así, los pacientes que fallecen por MSC presentan una mayor proporción de cambios de vida importantes en los 6 últimos meses. Otros factores como el estrés vital, el aislamiento social y, de un modo global, el bajo nivel educacional pueden estar relacionados con un mayor riesgo de MSC.

## Riesgos
- Actividad física

La relación entre la práctica de actividad física y la muerte súbita puede considerarse como ambivalente. Por una parte, se ha reconocido que la práctica regular de actividad física es un factor protector de CI, y por otra, se sabe que la actividad física intensa (> 6 MET) puede desencadenar una MSC, sobre todo en personas que no realizan este tipo de actividades de forma regular. El impacto global de la actividad física sobre la MSC es probablemente pequeño, ya que la incidencia anual de muerte súbita durante la práctica de actividad física es muy baja, 1:200 000-250 000 personas jóvenes. Por otro lado, en el estudio de Maastricht se observó que casi el 70 % de las personas que presentaron una MSC estaban en reposo en el momento de presentar el episodio. 
La MSC en deportistas merece un comentario especial; estas muertes tienen un gran impacto en la sociedad, ya que se presentan en personas aparentemente sanas y con un estilo de vida saludable. Según datos de los EE. UU., en los menores de 36 años la miocardiopatía hipertrófica es la responsable de casi la mitad de las MSC, mientras que en los mayores de 35 la CI explica el 80 % de las muertes. En Italia la displasia arritmogénica de ventrículo derecho es la responsable del mayor número de muertes en deportistas menores de 36 años. Esta diferencia con las series americanas puede estar relacionada con dos factores: que en el norte de Italia la prevalencia de esta cardiopatía sea mayor que en los EE. UU., o que la legislación vigente en Italia que obliga a realizar una revisión médica previa a la práctica deportiva de competición determine que los casos de jóvenes diagnosticados de miocardiopatía hipertrófica no obtengan la autorización médica para la competición, y se les desaconseje la práctica de deportes de competición. Recientemente, se ha documentado que la MSC puede ser secundaria a un traumatismo torácico (conmotio cordis) en ausencia de cardiopatía orgánica. El mecanismo que produce finalmente la muerte parece ser el estímulo electromecánico durante el período vulnerable de la repolarización ventricular que desencadena una fibrilación ventricular. 
- Fármacos y drogas

Algunos fármacos pueden inducir y provocar arritmias ventriculares malignas y MSC, como, por ejemplo, algunos diuréticos y algunos antiarrítmicos clase IA e IC.
La relación entre el consumo de alcohol y la MSC no está demostrada, aunque en algunos trabajos se ha observado que las arritmias ventriculares malignas pueden preceder a la miocardiopatía alcohólica. El consumo de cocaína tiene efectos cardiovasculares no deseados que son dependientes de la dosis y de la duración del consumo. La cocaína es un potente simpaticomimético que favorece la vasoconstricción coronaria, la isquemia miocárdica y el infarto. Además, la cocaína produce alteraciones del sistema nervioso autónomo y modifica la homeostasis de las catecolaminas.